# Adoxotoma
Adoxotoma es un género de arañas araneomorfas de la familia Salticidae. Se encuentra en Australia y Nueva Zelanda.   

## Lista de especies
Según The World Spider Catalog 12.5::
- Adoxotoma bargo Zabka, 2001
- Adoxotoma chionopogon Simon, 1909
- Adoxotoma embolica Gardzin'ska & Zabka, 2010
- Adoxotoma forsteri Zabka, 2004
- Adoxotoma hannae Zabka, 2001
- Adoxotoma justyniae Zabka, 2001
- Adoxotoma nigroolivacea Simon, 1909
- Adoxotoma nitida Gardzin'ska & Zabka, 2010
- Adoxotoma nodosa (L. Koch, 1879)
- Adoxotoma sexmaculata Gardzin'ska & Zabka, 2010